# Lawrence S. Trimble

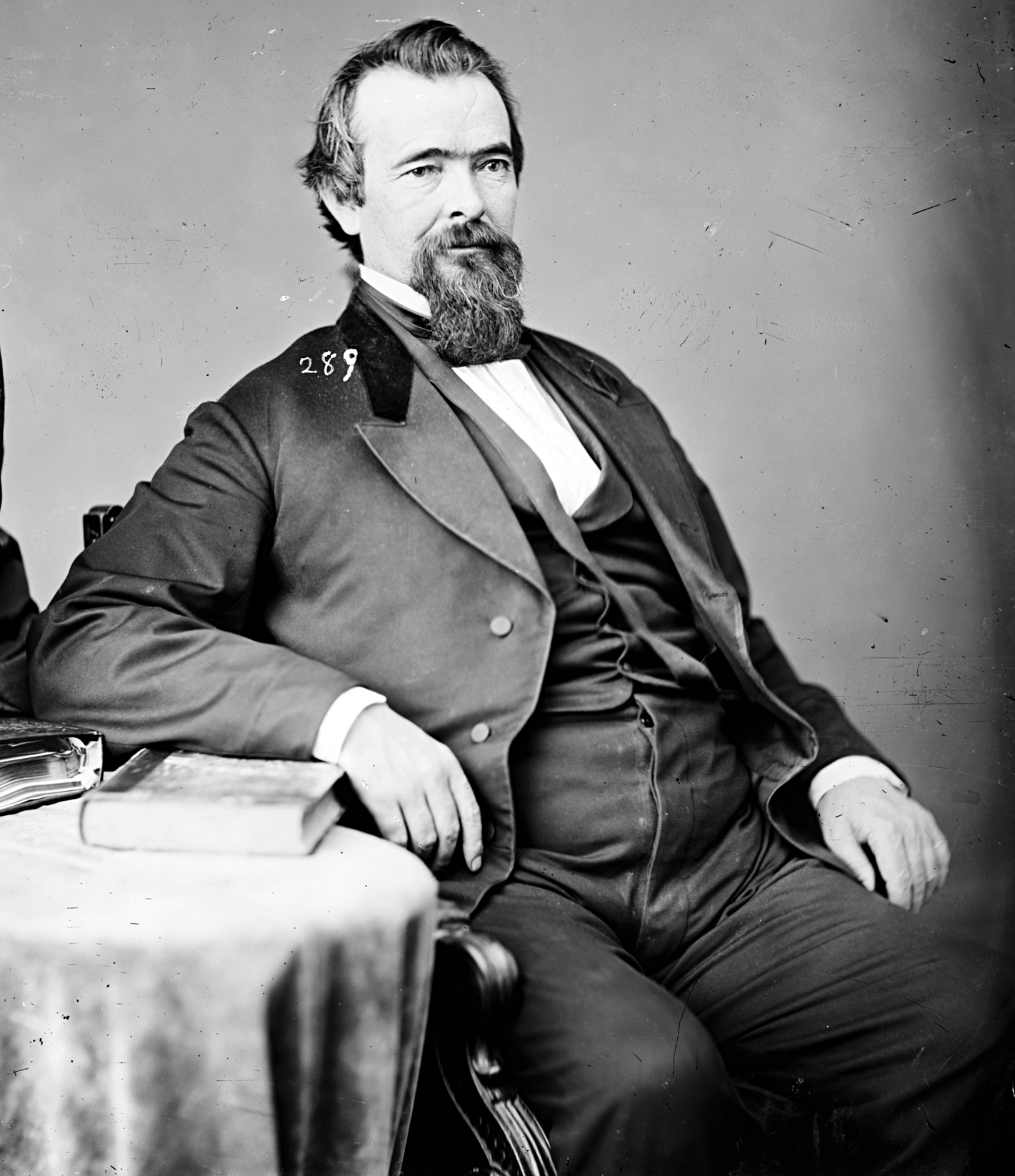
Lawrence S. Trimble

Lawrence Strother Trimble (* 26. August 1825 bei Flemingsburg, Fleming County, Kentucky; † 9. August 1904 in Albuquerque, New Mexico) war ein US-amerikanischer Politiker. Zwischen 1865 und 1871 vertrat er den Bundesstaat Kentucky im US-Repräsentantenhaus.

## Werdegang
Lawrence Trimble besuchte die öffentlichen Schulen seiner Heimat. Nach einem anschließenden Jurastudium und seiner 1847 erfolgten Zulassung als Rechtsanwalt begann er in Paducah in diesem Beruf zu praktizieren. Zwischen 1856 und 1860 war er Richter im ersten Gerichtsbezirk von Kentucky. Von 1860 bis 1865 fungierte er als Präsident der Eisenbahngesellschaft New Orleans & Ohio Railroad.
Politisch war Trimble Mitglied der Demokratischen Partei. In den Jahren 1851 und 1852 saß er als Abgeordneter im Repräsentantenhaus von Kentucky. Bei den Kongresswahlen des Jahres 1864 wurde er im ersten Wahlbezirk von Kentucky in das US-Repräsentantenhaus in Washington, D.C. gewählt, wo er am 4. März 1865 die Nachfolge von Lucien Anderson antrat. Nach zwei Wiederwahlen konnte er bis zum 3. März 1871 drei Legislaturperioden im Kongress absolvieren. In dieser Zeit endete der Bürgerkrieg. Seit 1865 war die Arbeit des Kongresses von den Spannungen zwischen der Republikanischen Partei und Präsident Andrew Johnson geprägt, die in einem nur knapp gescheiterten Amtsenthebungsverfahren gipfelten.
Im Jahr 1870 wurde Trimble von seiner Partei nicht mehr nominiert. Danach praktizierte er wieder als Anwalt. 1879 zog er nach Albuquerque im damaligen New-Mexico-Territorium. Dort arbeitete er bis 1889 erneut als Jurist; danach zog er sich in den Ruhestand zurück. Lawrence Trimble starb am 9. August 1904 in Albuquerque.